# Francis Needham (vicomte Newry)
Francis Jack Needham, vicomte Newry (2 février 1815 - 6 mai 1851), est un député anglo-irlandais.

## Biographie
Né à Boulogne, en France, et baptisé à Sidmouth, dans le Devon, il est le fils aîné de Francis Needham (2e comte de Kilmorey) et de Jane Gun-Cuninghame, et fait ses études au Collège d'Eton. Il porte le titre de courtoisie de vicomte Newry lorsque son père devient comte de Kilmorey en 1832. En 1841, il est élu comme conservateur à la Chambre des communes pour Newry en 1841, siège qu'il occupe jusqu'à sa mort.
Le vicomte Newry se marie en 1839 à Watford, dans le Hertfordshire, avec Anne Amelia Colville, fille du général Charles Colville. Il est décédé à son domicile de Grosvenor Crescent, dans le quartier londonien de Belgravia, en mai 1851, à l'âge de 36 ans, avant son père, et est enterré à Adderley, dans le Shropshire. Son fils aîné Francis succède à son grand-père comme comte en 1880. Sa veuve est décédée le 6 janvier 1900, à l'âge de 80 ans.